# Боон, Готфрид
Готфрид Боон (швед. Gottfrid Boon; 19 августа 1886, Слёинге — 28 марта 1981, Хедвиг-Элеонора, Стокгольм) — шведский пианист и музыкальный педагог.

## Биография
Учился в 1907—1915 гг. у Рихарда Андерссона, в 1920-е гг. совершенствовал своё мастерство на летних курсах Артура Шнабеля в Берлине.
На протяжении многих десятилетий был одним из ведущих скандинавских педагогов. В 1928—1953 гг. профессор Стокгольмской высшей школы музыки. Среди учеников Боона, в частности, Ханс Лейграф. Занималась в фортепианном классе Боона и Биргит Нильссон, вспоминавшая об этих уроках как о кошмаре (поскольку не собиралась становиться пианисткой), однако называвшая Боона лучшим педагогом Швеции. В 1961 г. основал Общество Готфрида Боона (с 1974 г. общество Pro Piano) для популяризации своих педагогических идей и поддержки одарённых студентов.